# Songhuzhen (ort i Kina, Jiangxi Sheng, lat 28,39, long 115,67)
Songhuzhen är en ort i Kina. Den ligger i provinsen Jiangxi, i den sydöstra delen av landet, omkring 38 kilometer sydväst om provinshuvudstaden Nanchang. Antalet invånare är 26 197. Befolkningen består av 12 644 kvinnor och 13 553 män. Barn under 15 år utgör 29,0 %, vuxna 15-64 år 61 %, och äldre över 65 år 8,0 %.
Runt Songhuzhen är det tätbefolkat, med 459 invånare per kvadratkilometer. Närmaste större samhälle är Qujiang, 19,7 km sydost om Songhuzhen. Trakten runt Songhuzhen består till största delen av jordbruksmark.
Genomsnittlig årsnederbörd är 2 190 millimeter. Den regnigaste månaden är juni, med i genomsnitt 367 mm nederbörd, och den torraste är oktober, med 28 mm nederbörd.